# Les Petits Jönsson : La Chasse à l'autographe
Pour plus de détails, voir Fiche technique et Distribution.
Les Petits Jönsson : La Chasse à l'autographe (titre original : Lilla Jönssonligan och stjärnkuppen, litt. « Le jeune gang Jönsson et le casse stellaire ») est un film suédois réalisé par David Berron, sorti en 2006.
C'est le dernier des quatre films retraçant la jeunesse des personnages créés par Erik Balling et Henning Bahs. 

## Fiche technique
- Titre : Les Petits Jönsson : La Chasse à l'autographe
- Titre original : Lilla Jönssonligan och stjärnkuppen
- Réalisateur : David Berron
- Scénario : Anna Fredriksson
- Photographie : Henrik Gyllenskiöld
- Montage : Petra Ahlin
- Musique : Andreas Lundhäll, Andres Sierra
- Direction artistique : Jérôme Signori
- Costumes : Lena Aspemar
- Sociétés de production : Stars & Angels Productions AB
- Sociétés de distribution : SF Film
- Pays d'origine :  Suède
- Langue : suédois
- Format : couleur - son Dolby
- Genre : Comédie
- Durée : 74 min.
- Dates de sortie : 
  - Suède : 27 janvier 2006

## Distribution
(août 2015).
- Mikael Lidgard : Charles Ingvar
- Hugo Flytström : Harry la Dynamite
- Axel Skogberg : Vanheden
- Anna Ida Hallberg : Doris
- Loa Falkman : Wall-Enberg
- Lena B. Eriksson : l'avocat Gabrielsson
- Jens Hultén : Bruno
- Stefan Sauk : Rainer Schultz
- Edith Backlund : Linda
- Daniela Miteska : Dani D.
- Claes Ljungmark : Knut
- Maria Lindström : Petra
- Dominik Henzel : nyhetschefen
- Johanna Grundin : l'ami de Doris
- Moa Olsén-Widtfeldt : l'ami de Doris